# Aina Monferrer Palmer
Aina Monferrer Palmer   (Borriana, febrer 1987) és una professora i investigadora a la Universitat de València, divulgadora de xarxes socials i cantautora de música electrònica valenciana. Es va donar a conèixer al 2020 pel canal de Youtube «De mica en mica», on fa difusió de la normativa lingüística.

## Biografia

### Tasca acadèmica
Llicenciada en comunicació audiovisual per la Universitat Jaume I (UJI) de Castelló de la Plana, també compta amb un grau en Llengua i Literatura Catalanes i un màster en Comunicació Intercultural i Ensenyament de Llengües. El 2016 va obtenir el doctorat internacional cum laude i premi extraordinari per l'estudi lingüístic, literari i textual de la poesia de Vicent Andrés Estellés. Va treballar simultàniament com professora de l'Escola Oficial d'Idiomes de Castelló de la Plana i com a professora associada a la UJI, entre 2016 i 2021, moment què obtingué la plaça de professora al Departament de Didàctica de la Llengua i de la Literatura de la Facultat de Magisteri de la Universitat de València, de la qual és actualment professora titular.

### Divulgadora de la llengua a les xarxes socials
Durant el confinament de la pandèmia de Covid-19 de 2020 va començar a publicar vídeos a les xarxes socials oferint material didàctic per a la preparació de proves de llengua. L'èxit dels vídeos va dur-la a crear el 2023 per a la corporació valenciana À Punt el portal multiplataforma Apunts de llengua en que Monferrer protagonitzà clips amb un to mig humorístic mig pedagògic, i el pòdcast Beniparlem.
Amb un to distint al dels vídeos d'aprenentatge de llengües, des de 2024 forma part de l'equip (amb Jordi Palau, José Molins i Raül Diego) del pòdcast Xusma Delux on entrevista a personalitats valencianes des de l'humor i la crítica social.

### Trajectòria musical
Paral·lelament forma part del grup musical Palmer, també amb Jordi Palau, on reivindiquen el moviment que han anomenat «transfolk», que sorgeix de la cultura popular (feta des de baix) i que admet elements d'altres moviments.
El seu disc de debut, Psicopompa (2020), en solitari i amb el nom artístic d'Aina Palmer, està farcit de cites filosòfiques i sonoritats urbanes, donant naixement a un nou moviment, el «xonisme intel·lectual», que practica amb estètica kitsch i amb la influència d'Antònia Font, Senior, Beach House, Erik Satie i Los Planetas. En les seues lletres hi ha una simbiosi entre aspectes formals de la filosofia i la quotidianitat mundana on trobar la transcendentalitat.
L'any 2021, publicà Fallanca, juntament amb Jordi Palau, exmembre d'Orxata Sound System, una al·legoria d'estil pop punk i folk-pop de sis temes en què s'hi pot trobar des de «Mareta», que en paraules seues és «la típica cançó de bressol valenciana», fins a l'última carta del darrer alcalde republicà de Borriana quan li acabaven de comunicar la data del seu afusellament a «Fusilao».
El febrer del 2022, Solatge aparegué per a trencar amb la dinàmica musical valenciana de reivindicar grans personalitats per a fer una crítica irònica, sovint difícil de seguir, de les formes de la valencianitat com una transgressió punk. La primavera de 2023 es publicà Derelicte, un treball que mira cap a la música de les dècades del 1980 i 1990 i la Ruta del bakalao d'una manera intimista i vulnerable, sempre amb una base folk i de reivindicació social.

## Discografia
- Psicopompa (autoeditat, 2020)
- Fallanca (autoeditat, 2021)[17]
- Solatge (2022)
- Derelicte (2023)[18]
- Conxorxa (2024)

## Obra publicada
- Vicent Andrés Estellés i la literatura a l'aula: anàlisi de l'estil i propostes didàctiques. València: Institució Alfons el Magnànim, Centre Valencià d'Estudis i d'Investigació, D.L. 2019. ISBN 978-84-7822-809-6.
- Docentes hiperdiscursivos: problemáticas y estrategias para el profesorado de L2/LE. Barcelona: Octaedro, 2022. ISBN 9788419023438
- La mar de dones a Borriana. Borriana: Agrupació Borrianenca de Cultura, 2022. [Fotografies de Tere Torres] ISBN 9788487776304
- Ensenyar (llengües) al País Valencià. Reflexions des de l'interaccionisme sociodiscursiu. UJI, 2025. ISBN 978-84-10349-83-4. Una aportació molt rellevant pels professors de llengua, investigadors i responsables de polítiques educatives.[19]